# تپه مازار بولاغ
تپه مازار بولاغ در شهرستان بوئین‌زهرا، روستای لک واقع شده و این اثر در تاریخ ۱۹ اسفند ۱۳۸۰ با شمارهٔ ثبت ۴۹۴۷ به‌عنوان یکی از آثار ملی ایران به ثبت رسیده است.